# Relatório Brandt
O Relatório Brandt é o relatório escrito pela Comissão Independente, presidida pela primeira vez por Willy Brandt em 1980. A Comissão Independente para Assuntos de Desenvolvimento Internacional foi criada em 1977 com o objetivo de revisar questões de desenvolvimento internacional e o ex-chanceler alemão foi nomeado como Encabeçado por Robert McNamara, então Presidente do Banco Mundial. O resultado deste relatório forneceu uma compreensão das diferenças drásticas no desenvolvimento econômico tanto para o Oriente como para o Ocidente do mundo.
Um pressuposto geral do relatório é de que os padrões de riqueza nos países desenvolvidos são mantidos as custas do empobrecimento de regiões subdesenvolvidas ou em desenvolvimento. O relatório, propõe, nesse sentido, a atenuação desses padrões em prol de um desenvolvimento mais uniforme e equilibrado, de todas as nações do globo.
Indiscutivelmente, a análise mais abrangente e orientada para soluções de questões econômicas globais críticas até o momento foi um relatório da Comissão Independente sobre Questões de Desenvolvimento Internacional, presidida por Willy Brandt (ex-chanceler da Alemanha Ocidental) em 1980 - amplamente conhecido como o 'Relatório Brandt'.
O relatório, intitulado Norte-Sul: Um Programa de Sobrevivência, recebeu muita publicidade e ampla aceitação como uma forma pragmática de as nações reduzirem as disparidades econômicas entre o Norte rico e o Sul em desenvolvimento. No entanto, as propostas apresentadas pelos eminentes e diversos membros da Comissão nunca foram adotadas pelos governos devido à Guerra Fria e à falta de vontade política coletiva entre os líderes mundiais.

## Tese
O Relatório Brandt sugere principalmente que existe um grande abismo no padrão de vida ao longo da divisão Norte-Sul e, portanto, deve haver uma grande transferência de recursos dos países desenvolvidos para os países em desenvolvimento. Os países ao norte da divisão são extremamente ricos devido ao seu comércio bem-sucedido de produtos manufaturados, enquanto os países ao sul da divisão sofrem pobreza devido ao comércio de bens intermediários, onde as receitas de exportação são baixas.
A Comissão Brandt previu um novo tipo de segurança global. Construiu seus argumentos em uma perspectiva pluralista que combina vários perigos sociais, econômicos e políticos com os perigos militares clássicos.

Vinte anos depois, em 2001, o Relatório Brandt foi atualizado por James Quilligan, que foi Diretor de Informações da Comissão Brandt entre 1980 e 1987. Seu relatório atualizado foi chamado de "A Equação Brandt". Como declarou:
Um novo século se aproxima, e com ele as perspectivas de uma nova civilização. Não poderíamos começar a lançar as bases para essa nova comunidade com relações razoáveis entre todas as pessoas e nações, e construir um mundo em que a partilha, a justiça, a liberdade e a paz possam prevalecer? Willy Brandt, 1983 (escrito por James Quilligan para Willy Brandt)

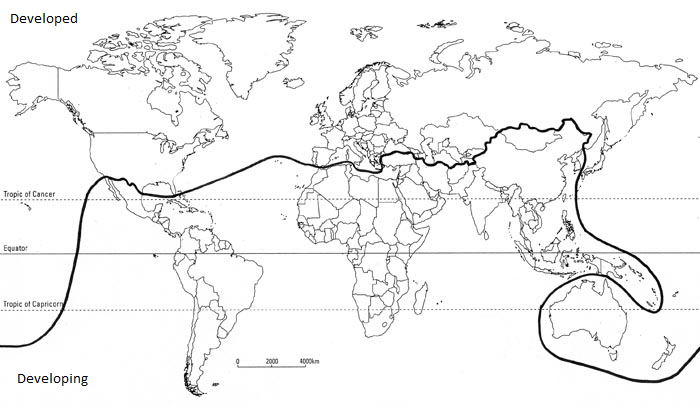
A linha de Brandt, divisão do mundo no norte rico e no sul pobre.

A Equação de Brandt reintroduz a visão da Comissão Brandt para uma economia global sustentável, enfatizando que as fortunas da sociedade global são mais abrangentes do que as fortunas de qualquer indivíduo, grupo ou nação. Exige uma reordenação completa das prioridades globais para atender aos problemas econômicos inter-relacionados da humanidade e às necessidades de desenvolvimento. É um modelo para a economia do século XXI.
A Linha Brandt é uma representação visual da divisão Norte-Sul entre suas economias, com base no PIB per capita, proposta por Willy Brandt na década de 1980. Ele circunda o mundo a uma latitude de 30° N, passando entre a América do Norte e Central, ao norte da África e a Índia, mas desce para o sul para incluir a Austrália e a Nova Zelândia acima da linha.